# Nokie Edwards
Nole Floyd "Nokie" Edwards (9 de mayo de 1935-12 de marzo de 2018) fue un músico estadounidense y miembro del Salón de la Fama del Rock and Roll. Fue principalmente un guitarrista, más conocido por su trabajo con The Ventures, y era conocido en Japón como el "Rey de las Guitarras". Edwards fue también un actor, que apareció brevemente en la serie Deadwood.

## Primeros años
Edwards nació en Lahoma, Oklahoma, hijo de Elbert Edwards y Nannie Mae Quinton Edwards, una de las primeras inscritas en el Western Cheroqui. Edwards procedía de una familia de músicos consumados, por lo que a los cinco años empezó a tocar diversos instrumentos de cuerda, como la steel guitar, el banjo, la mandolina, el violín y el bajo. Su familia se trasladó de Oklahoma a Puyallup, Washington D. C..
Al final de su adolescencia, Edwards se alistó en la Reserva del Ejército de los Estados Unidos. Después de viajar a Texas y California para recibir entrenamiento, regresó a casa y empezó a tocar regularmente a cambio de una paga en numerosas bandas de country de la zona.

## Carrera musical
En enero de 1958, el compositor y guitarrista de country Buck Owens se trasladó de California a Tacoma, Washington D. C., como propietario de la emisora de radio KAYE. Antes de la formación de The Buckaroos con Don Rich, Edwards tocó la guitarra con Owens en la nueva banda que formó en la zona, y también tocó en la banda de la casa de la estación de televisión KTNT, ubicada en el mismo edificio que KAYE. En 1960 Edwards grabó un sencillo, "Night Run" b/w "Scratch", en Blue Horizon Records con una banda llamada The Marksmen.

### The Ventures
The Ventures, un cuarteto musical instrumental, fue fundado en Tacoma, Washington, en 1958. Los miembros originales incluían a Don Wilson en la guitarra rítmica, Bob Bogle en la guitarra principal (que más tarde se convirtió en el bajista), y el batería George T. Babbitt Jr., que llegó a ser un general de 4 estrellas en la Fuerza Aérea de los Estados Unidos. Cuando Babbitt se fue, Howie Johnson ocupó su lugar y más tarde fue sustituido por Mel Taylor . Edwards conoció a Wilson y Bogle cuando actuaron en la KTNT. Edwards originalmente tocaba el bajo en The Ventures, pero tomó el puesto de guitarra principal de Bogle. Los Ventures publicaron una serie de álbumes de gran éxito a lo largo de la década de 1960, y Edwards se marchó hacia el final de este periodo en 1968.  Regresó a tiempo completo como guitarrista principal de los Ventures en 1972 y permaneció con la banda hasta 1984. En los años siguientes, se reunió ocasionalmente con la banda y, a partir de principios de la década de 2000, volvió a realizar giras con The Ventures hasta 2012.  Durante su última etapa con los Ventures, Edwards tocó principalmente durante la gira anual de invierno por Japón, además de varias fechas en Estados Unidos.

### Otros trabajos
En 1971, Edwards comenzó una carrera en solitario con el lanzamiento de Nokie!.  Aunque lanzó un álbum cada año hasta 1974, su intento en solitario no tuvo éxito en América, y suspendió sus esfuerzos en solitario para concentrarse en más grabaciones con los Ventures. Al dejar los Ventures por segunda vez en 1984, Edwards siguió una carrera musical en Nashville, Tennessee. Tocó la guitarra principal para Lefty Frizzell, en lo que serían las últimas sesiones de grabación de Frizzell. A lo largo de las décadas de 1980 y 1990, participó en numerosos proyectos de grabación con influencia country y relanzó su carrera en solitario con la publicación de varios álbumes a partir de 1988.
Edwards actuó ocasionalmente en Estados Unidos como solista y como miembro de varias bandas, como AdVenture, Art Greenhaw y el grupo de swing del oeste de Texas The Light Crust Doughboys. La fructífera y aclamada colaboración de Edwards y el artista-productor Greenhaw, dio como resultado una serie de álbumes en varios géneros musicales, incluyendo las dos nominaciones de Edwards al "Premio Grammy al Mejor Álbum de Gospel Sureño, Country o Bluegrass del Año", títulos del álbum 20th Century Gospel (2005) y Southern Meets Soul (2006). AllMusic señaló sobre el álbum 20th Century Gospel que el "antiguo miembro de Ventures, Nokie Edwards, participa como invitado en varios temas ("Ode to Joy", "The Great Speckled Bird") y que su sonido nunca ha sido más retorcido".
En julio de 2010, Deke Dickerson anunció en su página de Facebook que estaba trabajando en un nuevo álbum de estudio con Nokie Edwards. Dickerson y su banda respaldaron a Edwards en varios espectáculos, incluido el festival anual Guitar Geek de Deke celebrado en Anaheim, California.
En 2011, Nokie Edwards, de ascendencia cherokee, fue incluido en el Salón de la Fama de los Premios a la Música Nativa Americana. 

### Salón de la Fama del Rock and Roll
En 2008, Edwards fue incluido en el Salón de la Fama del Rock and Roll, junto con The Ventures. El premio fue presentado por John Fogerty. La banda interpretó sus mayores éxitos, "Walk, Don't Run" y "Hawaii Five-O Theme", aumentado en este último por el director musical del salón Paul Shaffer y su banda.

## Carrera como actor
Tras aceptar una oferta para dedicarse a la interpretación, Edwards consiguió un papel en Deadwood, una serie de televisión dramática estadounidense de Wéstern. Edwards interpretó al misterioso amigo de Wild Bill Hickok y ciudadano local, que sirve de puente entre los villanos y los héroes de la serie. Durante la producción, Edwards se trasladó temporalmente a Santa Clarita, California, y vivió en el lugar de rodaje con su esposa Judy.

## Fallecimiento
Edwards falleció en Yuma, Arizona, a la edad de 82 años, tras complicaciones derivadas de una operación de cadera.